# Cal·losa

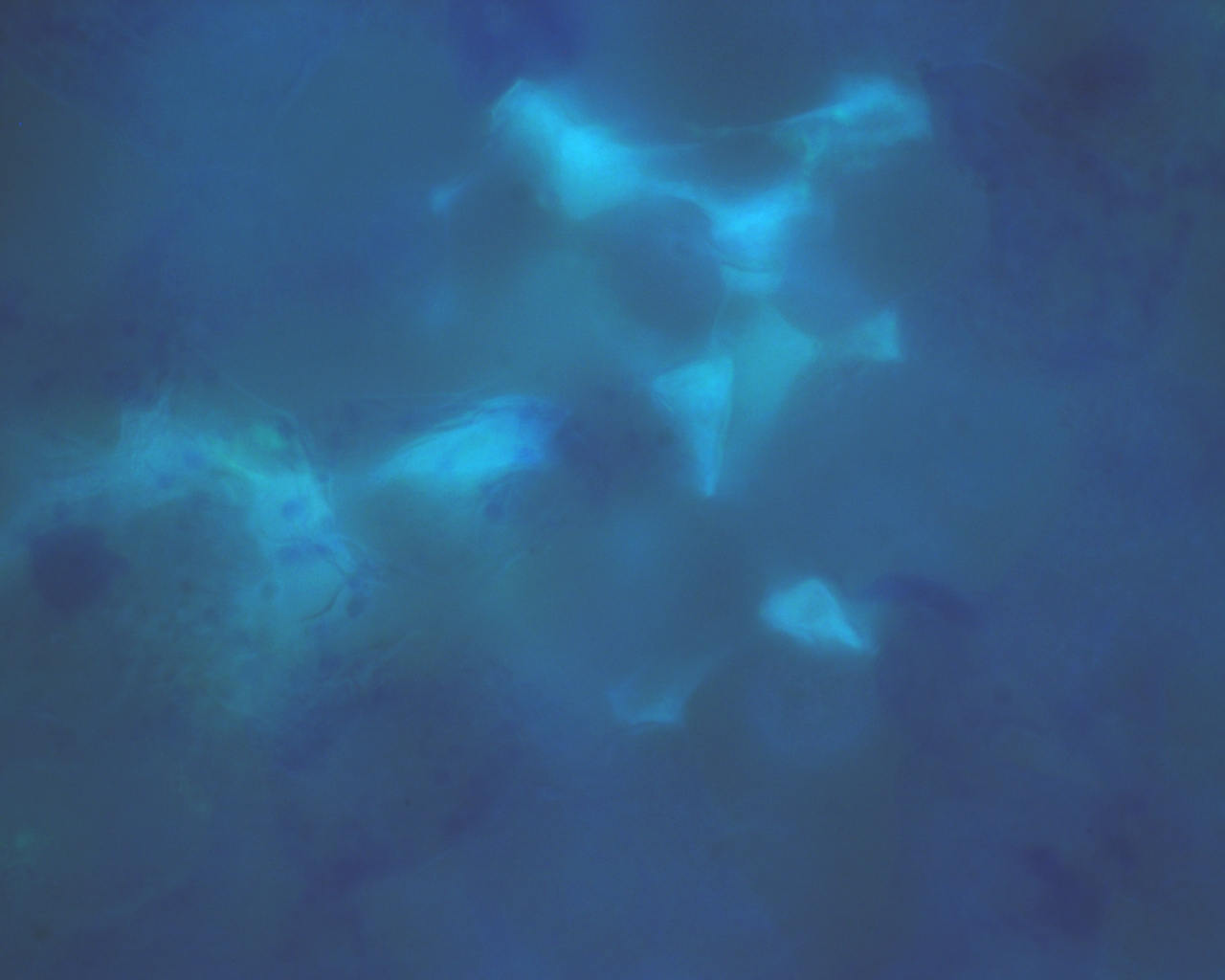
Cal·losa en el parènquima esponjós de tabac

La cal·losa és un polisacàrid d'origen vegetal, que compleix una funció particular en el floema de les plantes vasculars. Químicament és un polímer de beta-glucosa caracteritzat per disposar de propietats similars a les de la cel·lulosa i l'hemicel·lulosa. S'origina a la paret cel·lular d'algunes cèl·lules per cal·losa sintases i es degrada per beta-1,3-glucanases.
En les plantes dona lloc a estructures al voltant de les plaques cribroses i, en períodes d'hibernació, té la funció de bloquejar completament l'orifici de les mateixes impedint el flux de la saba al llarg del feix conductor. En finalitzar la hibernació, la cal·losa és parcialment hidrolitzada per alliberar, de nou, els canals vasculars.